# 王长文
王長文（?—?），字德睿，西晉廣漢郪人。犍为太守王颙之子。州府征辟其做官，王長文拒絕，甚至為避免州府騷擾，偷偷外出跑到成都。
太康年間，益州發生饑荒，政府借貸糧食給百姓。王長文借貸過多，結果還不起，郡縣將其送到州府法辦。益州刺史徐幹將其釋放。後成都王司馬穎任命王長文為江源令。梁王司馬肜擔任丞相後，任命王長文為從事中郎。王長文跟隨司馬肜廢除賈南風有功，被封為关内侯，又任中书郎。朝廷任命其為蜀郡太守，上任前突然因病在洛陽去世。时年六十四歲。
王長文仿照《周易》，著有《通玄經》四卷。此外還著有《无名子》十二篇、《春秋三传》十三篇、《约礼记》十篇。

## 延伸阅读
[在维基数据编辑]
 《晉書·卷082》，出自房玄齡《晉書》